# Петух (созвездие)
Пету́х (лат. Gallus) — отменённое созвездие южного полушария неба. Предложено Планциусом в издании небесного атласа 1612 года под названием Alector Gallus Dio. Располагалось южнее созвездия Единорог, частично занимая место, где ныне располагается созвездие Большой Пёс.
Петух был использован Барчем, опубликовавшим его в своих небесных картах 1642 года. Он предложил созвездие в честь петуха из евангельского сюжета отречения Петра.
Созвездие не нашло признания у астрономов и было забыто.